# Carlos Bielicki
Carlos Bielicki (15 maggio 1940 – 9 settembre 2024) è stato uno scacchista argentino.

## Biografia
Nato in una famiglia di origine polacca, nel 1958 vinse il campionato argentino juniores, e l'anno successivo il Campionato del mondo juniores (under 20) a Münchenstein, ottenendo il titolo di Maestro Internazionale.
Dopo essere diventato avvocato, partecipò a pochi tornei importanti. Nel 1960 si classificò 11º nel torneo di Mar del Plata (vinto da Boris Spassky  e Bobby Fischer), nel 1961 si classificò 3º-5º nel Campionato argentino, vinto da Héctor Rossetto.